# Sarcocystidae
Sarcocystidae – rodzina chorobotwórczych pierwotniaków z rzędu Eucoccidiorida należącego do podtypu Apicomplexa.
Należą do tej rodziny następujące rodzaje:
- Besnoitia
- Frenkelia
- Hammondia
- Neospora
- Sarcocystis
- Toxoplasma